# Landolphia axillaris
Landolphia axillaris är en oleanderväxtart som beskrevs av Marcel Pichon. Landolphia axillaris ingår i släktet Landolphia och familjen oleanderväxter. Inga underarter finns listade i Catalogue of Life.